# La vie dissolue de Gérard Floque
La vie dissolue de Gérard Floque är en fransk komedifilm från 1986 i regi av Georges Lautner.

## Rollista i urval
- Roland Giraud - Gérard Floque
- Clémentine Célarié - Cécile
- Jacqueline Maillan - Mamy
- Marie-Anne Chazel - Martine
- Gérard Rinaldi - Francis Clément
- Richard Taxy - kommissarie Lefront
- Michel Galabru - Jean-Étienne Nasal
- Mathilda May - Pauline
- Christian Clavier - Édouard Dorval
- Jacques François - Gérard Domange
- Mireille Darc - Jocelyne Domange (ej krediterad)